# Phthinia amurensis
Phthinia amurensis är en tvåvingeart som beskrevs av Zaitzev 1994. Phthinia amurensis ingår i släktet Phthinia och familjen svampmyggor. Inga underarter finns listade i Catalogue of Life.